# Cazzo
(Giacomo Leopardi, da Lettere al fratello Carlo, Roma - 5 febbraio 1823)

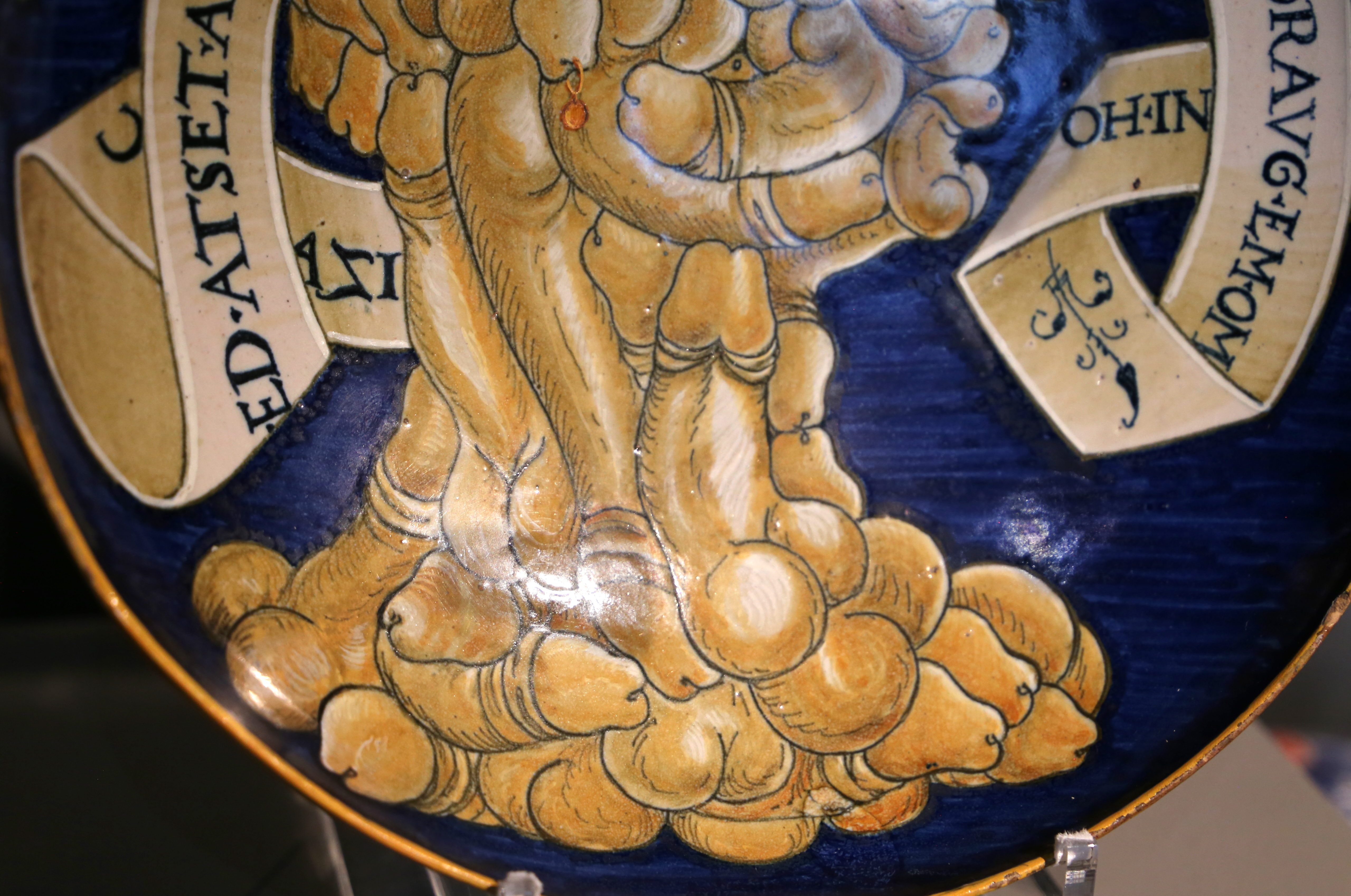
Francesco Urbini, dettaglio da Testa de cazi, su maiolica (1536)

Cazzo è una parola della lingua italiana di registro colloquiale basso che indica, in senso proprio, il pene. Non è un semplice sinonimo del termine anatomico, bensì rappresenta una forma dell'espressività letteraria e popolare. Talvolta nella lingua parlata può essere utilizzato per il compiacimento nell'uso di un termine proibito o di registro eccessivo, il che non può essere reso dal semplice uso di «pene!». Il termine è usato piuttosto spesso nella lingua parlata anche senza correlativo semantico, con la funzione linguistica di "rafforzativo del pensiero", ovvero come un intercalare con funzione emotiva per rendere un'espressione colorita o enfatica. L'uso come intercalare sembra essere più diffuso in Italia che nel Canton Ticino. Viene frequentemente usato anche come sinonimo o rafforzativo di "niente", "nessuno" o per indicare cosa di scarsa o nessuna importanza.
Presumibilmente di origine lombarda ma in uso già nella letteratura in italiano in periodo rinascimentale, ha il suo omologo femminile in fica (o figa), frutto della stessa selezione fra le definizioni locali regionali.

## Etimologia
L'etimologia della parola è stata dibattuta da molti. L'ipotesi più documentata e meno "fantasiosa" è quella, formulata da Angelico Prati e ribadita, con puntuali riscontri filologici, da Glauco Sanga, entrambi linguisti esperti di gergo. Si tratterebbe di semplice estensione metaforica dell'uso del termine lombardo cazz significante mestolo, derivato dal latino cattia "mestolo". Indicativo, in questo senso, un verso di un sonetto di Luigi Pulci, "cazz e cuccé - quel primo in cul ti stia!" contenente un'espressione lombarda dal senso di "mestoli e cucchiai", dove il primo termine rimanda con evidenza anche al significato osceno. Il termine, originariamente in forma femminile, cazza è ancora attestato in un sonetto di Rustico Filippi: "Fastel, messer fastidio della cazza" (ciò che oggi corrisponderebbe all'epiteto volgare "rompicazzo"). Tale ipotesi è ribadita anche da Alberto Nocentini che ipotizza una derivazione diretta dal latino cattia(m), senza intermediari altoitaliani, che deriverebbe dal greco antico κυάθιον?, kyáthion, "mestolino", diminutivo di κύαθος, kýathos.
Un'ipotesi ripresa da Antonio Lupis è che cazzo sia connesso col verbo latino capitiare da cui anche cacciare, con valore di "infilare, mettere dentro con forza". Si tratterebbe di un nome deverbale analogo a lancio da lanciare.
Una proposta etimologica che ha avuto una certa fortuna è quella che fa derivare cazzo con aferesi da (o) cazzo, a sua volta derivato da oco, voce dialettale per indicare il maschio dell'oca. Tale ipotesi è stata accolta da diversi autori ma è attualmente rigettata da altri linguisti.
Ugualmente rigettata dai linguisti odierni l'etimologia dal greco antico ἀκάτιον?, akátion, "albero maestro" (greco tardo), termine nautico che starebbe a indicare che la voce sarebbe "nata nel linguaggio dei marinai sempre eccitati per la mancanza di donne".
Altre etimologie, perlopiù improvvisate da non specialisti, sono:
- altri ipotizzano[senza fonte] che "cazzo" derivi da cazza che è la "gazza ladra", uccello chiamato anche pica, termine che è una delle tante denominazioni dialettali che indicano il membro virile.
- Un'altra ipotesi formulata dagli etimologi[senza fonte] è che derivi da capito nome latino del capitone per affinità di forma (il capitone è un'anguilla con grossa testa).[19]

Le varie ipotesi sono riassunte, in tono più scherzoso che scientifico, in Ercole Scerbo.

## Uso del termine

### Esempi d'uso in letteratura
Come riportato nella citazione in testa alla voce, Giacomo Leopardi utilizzò il sostantivo, in una lettera indirizzata al fratello, per esprimere colloquialmente il concetto di perentoria negazione.
Il termine è ampiamente utilizzato all'interno dei Sonetti lussuriosi di Pietro Aretino.
In letteratura uno dei testi più noti correlati con questo termine è il sonetto Er padre de li santi, che Gioachino Belli scrisse il 6 dicembre 1832 insieme con l'analogo La madre de le sante (relativo all'omologo termine femminile). Il sonetto riporta in romanesco una lunga serie di sinonimi e perifrasi del termine.
Sempre in letteratura, l'organo genitale maschile assurge al ruolo di protagonista nel romanzo di Alberto Moravia Io e lui, dove il protagonista si trova a colloquiare – in un curioso confronto tra istinto e ragione – con il proprio pene.
La parola fu detta in diretta in una trasmissione della Radio Rai nel 1976 da Cesare Zavattini.

### Esempi d'uso in ambito cinematografico
Il termine cazzo, virtualmente prima persona singolare del verbo di uso velico cazzare, è anche all'origine di un facile calembour sfruttato a fini di gag – sia pure di grana grossa – in diversi film, fra i quali uno della serie di Fantozzi. Di analogo tenore è la celebre supercazzola, tormentone e leitmotiv del conte Lello Mascetti (interpretato da Ugo Tognazzi) nel film di Mario Monicelli, Amici miei.
Dal romanzo di Moravia precedentemente citato sono stati ricavati due film: uno italiano e omonimo nel titolo rispetto al romanzo, Io e lui, del 1973, diretto da Luciano Salce, e uno di coproduzione Stati Uniti/Germania, del 1988, Lei, io e lui, diretto da Doris Dörrie.

### Detti
Il termine è utilizzato in numerosi modi di dire prettamente regionali, che non hanno una diffusione – e quindi una comprensione – più ampia sul territorio nazionale. Potrebbero essere assimilati ai proverbi dai quali invece si distinguono nettamente, sia per la loro brevità, sia perché mancano della profondità ed arguzia tipica dei proverbi. Il carattere principale di questi detti infatti è soprattutto quello di essere improntati sull'immediatezza e sul divertimento. È probabile infatti che molti di essi siano nati semplicemente come battute.
- Chiḍḍu si senti nu cazzu e menzu (siciliano): detto di una persona che si dà delle arie, che si sopravvaluta, mentre vale poco o niente;
- Col cazzo e col pensiero: (estensione della locuzione "col cazzo che...") si intende "non se ne farà nulla";
- E mò màgnete 'sta capa 'e cazzo (napoletano): e ora subisci le conseguenze non vantaggiose o spiacevoli per te;
- Faciteve 'e cazze vuoste (napoletano): occupatevi degli affari vostri, non dei miei;
- Grazia, Graziella e grazie al cazzo: espressione di risposta ad un'affermazione considerata ovvia ed assolutamente inutile;
- Il cazzo non vuol pensieri: espressione (spesso usata in maniera dialettale) per indicare la condizione di agio e serenità (e quindi per evidenziare l'importanza della componente mentale e sentimentale) necessaria per lo svolgimento di un'appagante e non conflittuale vita sessuale;
- Il cazzo non vuol sapere ragioni (napoletano): espressione usata per indicare la supremazia del rapporto fisico e dell'istinto sessuale sul sentimento e sul raziocinio;
- Quando il cazzo fa l'unghia: espressione cutrese per dire "non succederà mai";
- Un cazzo pieno d'acqua (palermitano, napoletano): espressione che sta ad indicare una persona buona a nulla, che invece crede di essere chissà chi.[dubbio124508410][senza fonte] In siciliano è molto più diffusa la variante “Na minchia china 'i acqua”, una minchia piena di acqua.

### Proverbi
Il termine ricorre in numerosi proverbi diffusi nelle diverse regioni d'Italia. In essi la salacità, una buona dose di humour ed un'attenta osservazione della quotidianità, si mescolano in un tutt'uno con la saggezza popolare. 

Si riportano alcuni di questi proverbi:
- (napoletano) A 'o cazzo, 'o culo e 'a fessa fanne felice 'o stesso (per il soddisfacimento sessuale va bene sia il davanti che il di dietro. Detto quando non importa la scelta che si deve fare)
- (campano) Cazze, cavalle e donne fanno chello che vonne (tre categorie di indisciplinati che non si possono tenere a freno)
- (napoletano) Chiù leggera è 'a fatica quanno se fa pe' cazzi propri (quando si lavora per sé stessi non si accusa la fatica)
- (napoletano) Ha pigliato 'o cazzo p'a lanterna do muolo (ha preso i fischi per i fiaschi; oppure ha sopravvalutato la situazione)
- (napoletano) Ha pigliato 'o cazzo p'o buttigliell'e 'll'uoglie (ha preso fischi per fiaschi; variante del proverbio precedente)
- (napoletano) Ha pigliato 'o cazzo p'a banc e'll'acqua (ha preso fischi per fiaschi; variante del proverbio precedente)
- (napoletano) Senza sapè n'è comm, e n'è comm cazz'  (senza sapere né il come né il perché di un accadimento)
- (napoletano) L'ommo troppo sapute addeventa scassacazze e fesso (chi fa troppo il saccente diventa fastidioso e fa pure brutte figure)
- (napoletano) Nu bello cazzo arrecrea 'a figliola (una bella sorpresa fa sempre piacere)
- (napoletano)  O cazze nun vò sapè raggione (detto per giustificare l'eccessiva irruenza o passionalità di una persona molto intraprendente)
- (napoletano)  O cazzo nun vò penziere (un diniego sessuale esplicito quando si è consapevoli di non essere in perfetta forma sia fisica che mentale per un amplesso)
- (napoletano) O cazze s'addrizze cu nu pare 'e zizze (tante volte un epilogo o una conseguenza positiva vengono da sé)
- (napoletano) O sole ammoscia 'e fiche e tu m'ammusce 'o cazze! (il sole fa appassire i fichi e tu mi fai ammosciare: detto a chi è veramente noioso)
- (napoletano) Pe' dispiette d'a mugliera s'è tagliato 'o cazze (per chi, avendo preso una decisione riguardo ad una persona, infine ha danneggiato prima di tutto sé stesso)
- (napoletano) Pure 'o cazzo è piccerillo e po' se fa gruosse (avere pazienza; lasciare che le cose si sviluppino da sé, col tempo)
- (napoletano) Quann'o cazze è muscio, 'a femmena nun t'o perdona (quando l'hai fatta grossa, non credere che non vi siano conseguenze per te)
- (napoletano) Si stu culo tujo fosse nu Monte 'e Pietà, me 'mpegnarria 'o cazzo e stracciasse 'a cartella (grande complimento per un bel sedere: se il tuo culo fosse il banco dei pegni, mi impegnerei il cazzo e strapperei la cartella)
- (napoletano) Stanne cumme a cazzo e culo (stanno affiatati, stanno molto bene insieme)
- (veneto) El buso xé buso e el casso no ghà oci (detto a chi fa il difficile e si perde in inutili distinguo, letteralmente "il buco è buco ed il cazzo non ha occhi")
- (genovese) Dove l'é passòu carne e osse, no ghe ciù belin ch'o no posse, (Dove sono passate carne e ossa, non c'è più cazzo che non possa, cioè dopo il parto la donna non ha più problemi di misura del membro)
- (genovese) O belin o l'è comme o speziä, o l'à bezeugno do mortä, (Il cazzo è come il farmacista, ha bisogno del mortaio, cioè deve sfogare le sue esigenze sessuali).

### Locuzioni comuni
Questo termine si collega, nella lingua italiana moderna, ad una numerosa serie di derivati, molti dei quali hanno un tono di volgarità minore, tanto da essere usati, o quantomeno tollerati, da molte persone, seppur solo in conversazioni informali.
La maggior parte delle locuzioni di uso comune che utilizzano questo termine ha una valenza negativa, tanto se si tratta di persone quanto di situazioni; ben poche sono le locuzioni dove invece il termine acquista un senso positivo.
Uno dei concetti, che più frequentemente ricorre nelle parole derivate e nelle locuzioni che usano il termine, richiama l'irrazionalità oppure atteggiamenti collerici ed aggressivi, oppure ancora è usato per aggiungere significanze dispregiative per alcune attività umane, quasi che l'organo menzionato fosse, per antonomasia, l'antitesi della parte razionale ed intellettiva (il cervello).
Si riportano qui di seguito le locuzioni più diffuse:
- Accezioni ed espressioni negative (persone):
  - che faccia di cazzo!:[24] a seconda del tono in cui viene detto, può avere diversi significati: una persona sgradita, soprattutto perché antipatica di primo acchito; oppure una persona dai lineamenti somatici non particolarmente belli; o anche una persona sfacciata (quindi una variante di "faccia di bronzo").
  - testa di cazzo (ma anche cazzone): persona stupida,[25] ignorante o stolta, priva di raziocinio, totalmente refrattaria a qualsiasi tentativo di migliorarla o farla ragionare (può essere riferito anche ad una donna); è talvolta enfatizzato con un aggettivo rafforzativo, p.es. è un'emerita testa di cazzo.
  - capa di cazzo o cap'e cazze: corrisponde in napoletano a "testa di cazzo".
  - cazzone: persona stupida,[26] non intelligente o incompetente (nonostante si arroghi, invece, autorevolezza).
  - un cazzo all'erta: in napoletano "nu cazz'allerta" corrisponde a "cazzone".
  - cazzaro, cazzarone, cazzataro: persona che dice cazzate (vedi più sotto) anche detto sparacazzate (spesso usato in tono familiare o ironico, soprattutto nel senso di "persona divertente, che ama fare chiasso" e corrispondente al romano "caciarone" – foneticamente correlato a "cazzarone" – dal sostantivo caciara = "chiasso").
  - cazzatello e cazzetto: omiciattolo, cosa piccola[27]
  - fancazzista: colui che non fa un cazzo, ossia un lavativo o un perdigiorno, chi è solito perdere tempo o fare poco o nulla (e si dedica quindi al fancazzismo).
  - cazzonaro: come fancazzista (vedi sopra), ossia persona particolarmente svogliata e demotivata.
  - cacacazzo o cagacazzo o cacacazzi: vien detto di persona che dà fastidio o crea problemi (dall'espressione "cacare il cazzo", vedi più sotto).
  - rompicazzo: sinonimo di "cacacazzo" (vedi più sotto "rompere il cazzo").[28]
  - sei un cazzo di stronzo o sei uno stronzo del cazzo: rafforzativo che sta per "proprio" (sei proprio uno stronzo!)
- Accezioni ed espressioni negative (situazioni):
  - cazzo!: espressione di insoddisfazione o di ira come in "Cazzo! Ma vi volete muovere?" oppure, con rabbia violenta, "Io ora ti distruggo, cazzo!"
  - eccheccazzo!: esclamazione di una persona in collera e spazientita;
  - incazzarsi: arrabbiarsi,[29] perdere il controllo di sé (usato indifferentemente da uomini e donne), da cui incazzato ed il sostantivo incazzatura.
  - scazziarsi: in napoletano significa "litigare verbalmente" o "venire alle mani".
  - cazziare: in napoletano e siciliano significa sgridare, rimproverare (da cui il sostantivo cazziata[28] o cazziatone,[28] che indica una furiosa sgridata o un pesante rimprovero);
  - cazzimma: termine napoletano, non traducibile in italiano, che si attribuisce ad una persona egoista ed arrivista, spesso priva di scrupoli, caratterizzato da furbizia opportunistica e cinica, che prova quasi piacere nell'arrecare volutamente un danno, un'arrabbiatura o un dispiacere ad altri ("Quello tiene una cazzimma...!" opp. "E che cazzimma!"). Spesso, per estensione, viene anche usato per indicare una cattiveria "spicciola", gratuita o immotivata, fatta giusto per il piacere di arrecare un danno agli altri. Talvolta il termine viene usato anche in accezione positiva, per indicare un atteggiamento risoluto, segno di forte personalità, pur incurante dei danni che può arrecare agli altri.[30][31]
  - rompere il cazzo: sinonimo più volgare di "rompere le scatole" (Mi hai rotto il cazzo = mi hai veramente scocciato); in senso passivo significa invece "mi sono stufato, seccato, annoiato".
  - cacare / cagare il cazzo (sinonimo di "rompere il cazzo"): dare fastidio in maniera insopportabile a qualcuno (vedi più sopra "cacacazzo").
  - stare sul cazzo opp. darmi sul cazzo: essere di fastidio a qualcuno, rompere le "scatole", essere una persona insopportabile e decisamente non gradita.
  - levarsi dal cazzo: detto a chi "sta sul cazzo", a chi dà fastidio; invito a farsi da parte, a scomparire, a togliersi dai piedi.
  - scazzarsi (riflessivo) o scazzare (intransitivo): indicano una situazione di tedio,[28] fastidio, indisponenza, poca voglia di affrontare un problema o continuare un lavoro (da cui sentirsi scazzato ed il relativo stato d'animo, lo scazzo).
  - non saperne un cazzo, non capirci un cazzo, non valer un cazzo, non vedere un cazzo, non me ne frega un cazzo: in tali locuzioni (e molte altre simili, costruite sempre con l'avverbio di negazione + un verbo) il termine viene utilizzato come sinonimo di "nulla", "niente".
  - cazzata:[32] un'affermazione oppure un'azione qualsiasi che sia stupida, sciocca, o priva di senso ("dice / spara / fa cazzate": vedi più sopra cazzaro); oppure un'azione decisamente sconsiderata, pericolosa, dannosa ("Ha fatto veramente una grande cazzata!"). Nelle versioni edulcorate il termine viene talora reso con cassata.
  - cazzi amari, cazzi acidi, cazzi da cagare, cazzi per il culo: queste espressioni – sinonimiche fra loro – indicano gravi problemi previsti in futuro, o conseguenze nefaste. In dialetto romanesco l'espressione e mo so' cazzi indica appunto l'arrivo di problemi, di situazioni o di conseguenze spiacevoli e corrisponde all'italiano adesso sono guai.
  - del cazzo: di nessun valore, importanza o interesse: "questo è proprio un romanzo del cazzo" "siamo giunti in un paese del cazzo"; opp. da niente, stupido, assurdo: "ha un atteggiamento del cazzo", "è un divertimento del cazzo"; opp. spiacevole, pessimo, bruttissimo: "è una situazione del cazzo" "è stata una giornata del cazzo"; in locuzioni esclamative esprime forte disappunto o irritazione: "spegni quella radio del cazzo!"
  - alla / a cazzo di cane: si dice di azione o attività eseguita malamente, a casaccio, con imperizia, maldestramente, in modo sconclusionato, senza criterio.
  - alla cazzo / alla cazzo e culo: stesso significato di "alla cazzo di cane".
  - col cazzo che…: espressione di risoluto diniego, con valore rafforzativo in sostituzione di una negazione ("col cazzo che vengo al cinema!"), col senso di "neanche per idea; non se ne parla proprio; non pensarlo neppure; figùrati se".
- Accezioni ed espressioni neutre:
  - cazzo!: espressione di meraviglia e di sorpresa, sia riguardo avvenimenti positivi che negativi[33]. Esiste anche la variante oh, cazzo!, con analogo significato seppur rafforzato dall'interiezione. Ad esempio: "Oh cazzo: che bel regalo!" o "Ma che fame avete, cazzo!".
  - alla faccia del cazzo!: esclamazione di stupore, di sorpresa, sinonimo di "càspita", "perbacco", "non l'avrei mai detto", o semplicemente di "alla faccia!"
  - capo de cazzo opp. capo de cazzottella: espressione (romanesca?) di sorpresa e meraviglia simile all'espressione "alla faccia del cazzo".
  - cazzarola: termine che oggi viene comunemente collegato alla parola "cazzo" ma che in realtà deriverebbe da "casseruola"[28]: non ha un significato specifico, e viene usato come un intercalare che all'interno di una frase serve da rafforzativo del concetto da esprimere; oppure è un intercalare che indica stupore, meraviglia.
  - grazie al cazzo: espressione di risposta ad un'affermazione ovvia e di nessuna utilità, lapalissiana. ("La Ferrari è un'auto bellissima...", "Eh!, grazie al cazzo!"). Ingentilito talora con il detto "Grazia, Graziella e grazie al cazzo".
  - essere cazzo di..: espressione dialettale campana con significato di "essere capace di...", "riuscire nel..." ("Nun sì cazz' 'e fa' niente!": "Non sai fare niente!")
  - salcazzo: da "sa il cazzo", viene usato nel senso di "chissà" ("Stasera verranno Maria, Marco, Giovanni e salcazzo chi altro ancora").
  - che cazzo dici / fai / vuoi? non voglio un cazzo: locuzioni dalle quali si evince l'utilizzo sinonimico estensivo che viene fatto del termine nel parlare comune (nella domanda sostituisce il termine "cosa" – cosa vuoi? – mentre nella risposta il termine significa "nulla / niente" – non voglio niente).
  - sono cazzi miei / tuoi; fatti i cazzi tuoi: in tale locuzione il termine è sinonimo di "fatti", "affari", "problemi".
  - 'sto cazzo!?: espressione romanesca con accezione esclamativa di ammirazione; ovvero di scetticismo e negazione.
  - 'sti cazzi: espressione romanesca che si è andata diffondendo nel resto d'Italia col significato di "non me ne importa nulla / non mi riguarda", riferita a cosa e/o affermazione di scarsa importanza. Viene anche spesso usata per mostrare stupore o ammirazione (simile a "perbacco"), similarmente al romano 'sto cazzo. È sempre più in uso anche nel senso di "col cazzo che...": 'Sti cazzi se lo aiuto! ("Figurati se lo aiuto!", "Non se ne parla proprio che lo aiuto!").
- Accezioni ed espressioni positive:
  - cazzeggiare: è un termine che sta per "passare il tempo trastullandosi nell'ozio, lavorando il meno possibile o facendo innocue cazzate", il cui fine è la semplice occupazione del proprio tempo libero.[28]
  - cazzuto:[28] persona abile e capace, coraggiosa o impavida; detto anche di persona robusta, virile, forte; oppure giovane particolarmente dotato.
  - cazzomatto: espressione con cui si suole intendere una persona buontempona, un mattacchione. Talvolta, però, vuol dire anche sciocco.[27]
  - a cazzo dritto: espressione che sostituisce la parola "sicuramente", ad esempio: verrò all'appuntamento a "cazzo dritto" (verrò all'appuntamento sicuramente).

La parola, idealmente seguita da un punto esclamativo, viene spesso usata come interiezione o reazione di sorpresa / opposizione rispetto ad un evento del tutto inaspettato e/o sgradito. Questo uso, tuttavia, viene considerato piuttosto volgare e disdicevole (non a caso nel doppiaggio in italiano dei film in lingua inglese sostituisce spesso l'esclamazione "fuck!" (letteralmente fòttiti). Provocò invero una certa sensazione negli anni settanta l'esclamazione di questa parola da parte di Cesare Zavattini in un programma radiofonico, in epoche in cui alla RAI la lista delle parole vietate comprendeva anche il "piede".

### Altre denominazioni
Numerose altre denominazioni dialettali, colloquiali, familiari o volgari vengono poi usate per indicare l'organo genitale maschile.

#### Dialettali
Altri
Mella (ticinese); Tulino;
Abruzzo
Cella (abruzzese e marchigiano); Ciufello (abruzzese);
Picco (dialetti marsicani, Abruzzo);
Calabria
Battagliùn (calabrese); Ciolla e varianti (Reggio Calabria e Ragusa); Cioncia (crotonese); Cagnolu (catanzarese); Frat'ma Giorg' ("mio fratello Giorgio", calabrese); Marra (calabrese); Micciu (calabrese); Pizza (Reggio Calabria);
Campania, Napoli
Asso di bastoni (Napoli); Capitone senz'e recchie (napoletano); Cicella, Ciciniello (in napoletano è il pesciolino appena nato, quindi indica un pene piccolo, dei bambini); Cumpàgne mije (campano, "il mio amico"); Fravaglio (napoletano); 29, o pate d'e criature (vedi La smorfia); Fraone, Fravone (napoletano, intende principalmente il "glande"); Mazzarello (napoletano); Pepe (avellinese); Pesce (napoletano); Battaglio (Provincia di Napoli); Fravolo (Napoli e provincia);
Emilia-Romagna
Blig/Blëg (romagnolo) e forma italianizzata Bligo; Birèl (romagnolo) e la forma italianizzata Birello;
Lazio, Roma
Cupolone (romanesco);
Liguria, Genova
Anghilla (genovese); Banana, Bananna (genovese); Belino (ligure); Belàn; Belìn; Canäio (genovese); Cannello (genovese); Cannetta (genovese); Carottua (genovese); Casso (genovese); Cicciollo (genovese); Ciolla (savonese); Manego (genovese); Manubrio, Manûbrio (genovese); Mostaciollo (genovese); Pigneu (genovese); Pistolla (genovese); Pinfao (genovese);
Lombardia, Milano
Biscotto; Bigol, Bigolo (lombardo e friulano); Bora (milanese); Liben (milanese); Manübri (milanese); Pirla (impropriamente lombardo occidentale); Mestér (bergamasco); Osèl (bergamasco, bresciano); Pistola, pistolino e varianti (milanese);
Piemonte
Ciula (piemontese); Picio (piemontese); Puvrun (piemontese); Bidulu (vercellese);
Puglia
Ciòla (barese e tarantino); Ciddone (foggiano e andriese); Fràtema (salentino); Smargiale (salentino); Pica (salentino); Pinga (tranese e foggiano); Pingone (foggiano); Pizza (tarantino);
Sardegna
Chiccadroxia o Chichillitta (cagliaritano, indica il pene dei bambini); Gazzu (sardo); Borrodda, Maccarrona, Brincula (Orosei); Minca (sardo campidanese); Mincia (sassarese, Modica); Mincra (sardo nuorese); Pilloni e varianti (cagliaritano); Paldal (algherese);
Sicilia
Bagara (Trapani); Ciocca o Ciolla (Provincia di Trapani); Ciota (Savona, e Sicilia); Cedda (Catania); Ciaramedda o Ciaramita (Messina); Cicia (Ragusa); Cidduzza, Acidduzza o Acidduzzo (usato per indicare il membro dei bambini, parlando con i bambini, o in tono di sfottò un uomo con un pene piccolo) sarebbe l'equivalente italiano di "uccelluccia" cioè di "piccolo uccello" (la desinenza è in -a perché l'organo genitale in Sicilia è femminile); Marruggio (in palermitano ed a Messina) vuol dire "bastone" con riferimento alla forma e durezza del membro; Minchia (siciliano e calabrese) o anche mènchia; Piciòlla o piciòllo (Modica);
Toscana
Bischero (toscano); Creapopoli (Empoli); Fava (Toscano); Dami (toscano); Lilli, Lillo (fiorentino); Manfano (livornese); Billo (lucchesia);
Umbria e Marche
Cello (umbro-marchigiano) Pistello (Anconitano);
Veneto
Baolina o Begolina, vezzeggiativo per i bambini (veneto); Bicio (veneto); (Bigolo) (veneto); (Biri) (vezegiativo); Bimbin (triestino); Bega (veneto); Brocia (ladino/ladino bellunese); Ciccio (veneto); Coà (veneto); Coda (bellunese); Codeghin (veneto); Mànego (veneto); Merlo (veneto); Mugoloto (tutolo del mais in Veneto); Renga (veronese); Pampano o pimpanoto (veronese); Pindol, usato per indicare il membro dei bambini (ladino/ladino bellunese); Salado (veneto); Sardela (veneto); Zizon (anatra maschio in veneto); Versor (vomere dell'aratro in Veneto).

#### A
Affare (Volponi, Landolfi); Ammennicolo; Antenna (Aretino); Archetto (Aretino); Argomento (Aretino); Arma (Belli); Arnese (Redi); Arpione (Aretino); Articolo per signora; Asperge (Belli); Asta (Belli); Attrezzo (Belli); Augello;

#### B
Bacchetta magica (Busi), Bacchettone (Aretino); Baciocco (Busi); Balestra (Aretino), Balestro (Aretino); Bastone (Pasolini, Maraini); Batacchio (Brancati); Batocco (Belli); Battaglio (Aretino); Battitoio (Aretino); Battocchio (Fenoglio); Bompresso (D'Annunzio); Bordone (Poliziano);

#### C
Ca
C... (Parini, Fenoglio); Ca' (Aretino); Cacchio; Canaletto (Belli); Cannella (Belli); Cannocchiale (Belli); Cannone (Maraini); Cantabrûnn-a (genovese); Caparra (Giovanni Sercambi); Capitano; Catenaccio (Aretino, Belli); Cardoncello (Prison School); Cavicchio (Belli); Caviglia (Boccaccio, Aretino); Cavola (Belli);
Ce Cz
Cetriolo; Chiave (Poliziano, Aretino); Chiavistello (Aretino, Belli); Chiodo (Aretino, Luigi Settembrini); Cippa; Clarinetto (Arbore); Clava (Busi); Coltello (Aretino); Coltrone; Comarello ("cetriolo"); Corda, Cordone (Aretino); Cosa (Boccaccio, Aretino); Coso (Belli), Cosetta, Cosone (Busi); Cotale (Aretino, Monti); Cric (Busi); Cristeo (Aretino);

#### D
Daga (Busi); Dardo (D'Annunzio, Gozzano);

#### E
Erpice (Aretino);

#### F
Faccenda (Ariosto, Aretino); Fagotto (Gadda); Falce (Marino); Fallo; Ferri (Aretino); Filtro da sigaretta (Busi); Finferlo (veneto); Flagello (Aretino); Flauto (D'Annunzio); Flauto del mulattiere (Aretino); Fornimento (Aretino); Freccia (Aretino); Frugatoio (Aretino); Frusto (Poliziano); Fucile (Maraini); Fuscina (Francesco Berni); Fuso (Aretino, (Belli);

#### G
Ghiera (Francesco Berni); Giannettone (Aretino); Grattapugia (Lorenzo de' Medici);

#### I
Infundibolo (Alberto Arbasino);

#### K
K (Aretino, Fenoglio);

#### L
Lancia (Aretino), Lanciotto (Aretino); Legnetto (Boccaccio), Lo (Aretino, Pasolini); Lima (Aretino); Linea (Matteo Bandello);

#### M
Macchina a stantuffo (Busi), Manegh (Ruzante), Manganello (Belli); Manico (Aretino); Masserizia (Sacchetti, Poliziano, Matteo Bandello); Membro (termine proprio della lingua italiana); Menhir (Busi); Mentula (latino); Mescolo (Matteo Bandello); Minchia, Mio (Belli); Misura (D'Annunzio); Moccolo (Belli);

#### N
Natta (toscano); Nave (Boccaccio); Navicella (Maraini); Nerbiu (Sardo campidanese), Nerbu (calabrese); Nerchia (Belli, Busi); Nostro (Lorenzo de' Medici); Novella (Aretino);

#### O
Omaggio (Busi); Ordigno (Belli); Organo genitale maschile (termine proprio della lingua italiana); Orinale (Aretino); Oseo ("uccello" in veneto);

#### P
Padùlo; Pala (Aretino); Palo (Pasolini), Paletto (Pasolini); Panni lini (Aretino); Pastorale (Aretino); Patta (Busi); Pedona (Sacchetti); Pendolo (Busi), Pendolone (Matteo Bandello); Pene (termine proprio della lingua italiana); Penna (Gozzi); Pennarolo (Belli); Pennello (Aretino); Pentolino (Moravia); Pertica (Aretino), Pestaglio, Pestello (Boccaccio); Peston, Pestone (Porta); Piede di trespolo (Aretino); Piffero (Aretino); Piolo (Aretino); Pipino; Pipo; Pipolo o Pipoloto (Veneto);Pirla; Pirolo (Belli); Pisello; Pistello (Aretino); Pistone (Aretino); Pivo (Aretino); Pugnale (Aretino); Puntello (Aretino); Pupazzo (Belli);

#### Q
Qualcosa, Qualcosellina (Carducci); Quello (Aretino);

#### R
Radiccia (genovese); Ramaiolo (Lorenzo de' Medici); Ramata; Randello (Lorenzo de' Medici); Razzo (Arbasino); Reliquia (Aretino); Rilla (Aretino); Roba (Poliziano); Roncone (Aretino);

#### S
Salsiccia (così nella traduzione in alcuni dialetti d'Italia); Sapone (Lorenzo de' Medici); Scettro (Maraini); Schivo (Aretino); Sega (Canti carnascialeschi); Sgonfiatoio (Aretino); Sira (cagliaritano); Spada (Belli); Spàrgolo (Aretino); Spazzatoio (Aretino); Spiedo (Gadda); Spuntone (Aretino); Staiùl (grumese); Stendardo (Aretino); Stennarello (Belli, Pasolini); Stocco (Aretino); Stoppino (Aretino); Strumento (Paolo Volponi); Succhiello; Sûcchin (genovese); Suggello (Aretino); Sventrapapere (Benigni);

#### T
Tasta (Aretino); Tempella (Aretino); Tirso (Gozzano, Gadda); Torciorecchio (Belli); Torcitoio (Aretino); Tortóre (Belli); Tregghia (tarantino); Tubo (Moravia); Turacciolo (Belli);

#### U
Uccello, Usel; Uncino (Boccaccio);

#### V
Vanga (Maraini); Vasello (Paolo Volponi); Verga (Aretino, Belli); Vermiceddu (Siciliano); Vomere (Ariosto); Varra (Molise); Vicilla (foggiano)

#### W
Walter (Luciana Littizzetto)

#### Z
Zeppa (Belli); Zubbo (genovese); Zufolo (Aretino);

## Metafore della parola in altre lingue

### Inglese
Di seguito alcune metafore in area linguistica anglosassone, nella forma originale (in corsivo) e nella loro traduzione: staff, bastone, palo; pile-driver, palo, bastone guidatore; pilgrim's staff, bastone, palo del pellegrino (XVIII secolo); staff of love, bastone, palo dell'amore; pike-staff, asta della picca; hand-staff, bastone, palo che si può maneggiare; rod, bacchetta; ramrod bacchetta da conficcare; rammer, ariete; fishing rod, canna da pesca; perch, pertica; post, palo, pertica (XIX secolo); club, bastone; bludgeon, bastone; crook, bastone; pointer, bacchetta, asta; tackle, paranco; wand, bacchetta, asta; magic wand, bacchetta magica. Sempre in amo inglese, ma americano anche stick e stick of love (rispettivamente bastone, stecca e palo dell'amore), come usato da Lady Gaga nella canzone LoveGame.

### Francese
Di seguito alcune metafore in lingua francese nella forma originale (in corsivo) e nella loro traduzione: chandelle, candela; bougie, candela; bougeoir, piccolo candeliere; boute-feu, buttafuoco; allumette, fiammifero; brandon, torcia; cigarette, sigaretta.

## Varianti parafoniche
Di seguito alcune varianti parafoniche della parola: càcchio, càkkio, kàkkio; cànchero; càpperi; càppita; càspita, caspiterìna; catinàzzu (reggino); càvolo; càzega (veneto); catanazzo (campano); càzzica; kàiser; cazzaròla. Vengono usate al posto dell'originale per evitarne l'utilizzo.